# Ikki (rivista)
Ikki (月刊IKKI?, Gekkan Ikki) è stata una rivista mensile giapponese specializzata in manga alternativi e d'avanguardia, pubblicata dalla Shogakukan. Nonostante la vocazione underground e di nicchia, alcune opere hanno raggiunto il grande pubblico, tra le più famose: Il nostro gioco e Rideback, trasposte poi in anime. Ha sospeso le pubblicazioni il 25 settembre 2014.

## Storia e linea editoriale
Il primo numero di Ikki viene pubblicato nel novembre del 2000. Le prime pubblicazioni, bimestrali, con il nome di Spirits Zōkan Ikki (スピリッツ増刊IKKI?), sono inizialmente aggiuntive a Big Comic Spirits, pubblicata dallo stesso editore. Dal numero di aprile 2003 il concetto della rivista cambia. Hideki Egami (江上英樹?), già responsabile di Big Comic Spirit, diventa il nuovo caporedattore della rivista, che da allora ha cadenza mensile. L’intento di Egami è offrire agli autori un ambiente in cui esprimere un maggiore potenziale creativo tramite la serializzazione mensile invece che settimanale. Questo criterio porta, sia agli editori che agli autori, ad avere maggior tempo per adottare un approccio molto più riflessivo alla creazione dei fumetti. Gli artisti che lavorano su serie mensili hanno maggiori probabilità di fare la gran parte del lavoro da soli o con pochissimi assistenti, con un flusso di lavoro meno incalzante. Inoltre secondo Hideki Egami, l'individualità di ogni artista deve essere fortemente enfatizzata e incoraggiata, dando grande libertà nell’ideazione ed esecuzione delle opere.
Tra i criteri di selezione degli autori, Ikki punta sull’unicità, guardando a fumettisti che lavorano per altre riviste ed editori, o con concorso per nuovi talenti, tramite il premio Ikiman, assegnato ogni seconda edizione dal numero di maggio 2003. Tra gli altri, Hisae Iwaoka (岩岡ヒサエ?) autrice di Dosei Mansion (土星マンション?) e Shigeyuki Fukumitsu (福満しげゆき?) sono stati vincitori del premio Ikiman.
La pubblicazione della rivista è stata interrotta il 25 settembre 2014.

## Selezione autori e opere
- George Asakura (ジョージ朝倉?), Heibon Punch (平凡ポンチ?), 2003–2005
- Kazuo Hara (原一雄?), Noramimi (のらみみ?), 2002–2009
- Q Hayashida (林田球?), Dorohedoro (ドロヘドロ?), 2000–2014
- Daisuke Igarashi (五十嵐大介?), Majo (魔女?), 2003–2005; Kaijū no Kodomo (海獣の子供?), 2006–2011
- Hisae Iwaoka  (岩岡ヒサエ?), Dosei Mansion (土星マンション?), 2006–2014
- Tetsurō Kasahara (カサハラテツロー?), Rideback (ライドバック?), 2003–2009
- Mohiro Kito (鬼頭莫宏?), Il nostro gioco (ぼくらの?), 2004–2009
- Iō Kuroda (黒田硫黄?), Sexy Voice and Robo (セクシーボイスアンドロボ?), 2000–2003
- Sakaki Kuroda (黒娜さかき?), Seishun♂Sobatto (青春♂ソバット?), 2007–2011
- Toyokazu Matsunaga (松永豊和?), Ryūguden (龍宮殿?), 2002–2005
- Jirō Matsumoto (松本次郎?), Freesia (フリージア?), 2001–2009
- Taiyō Matsumoto (松本大洋?), Number 5 (5 ナンバーファイブ?), Sunny, 2010–2014
- Kikuchi Naoe (菊池直恵?) e Yokomi Hirohiko (横見浩彦?), Tetsuko no Tabi (鉄子の旅?), 2001–2006
- Yōko Nihonbashi (日本橋ヨヲコ?), G Senjō Heaven's Door (G戦場ヘヴンズドア?), 2000–2003
- Daisuke Nishijima (西島大介?), Dien Bien Phu (ディエンビエンフー?), 2006–2016
- Natsume Ono  (オノ・ナツメ?), Saraiya Goyō (さらい屋五葉?), 2006–2010
- Rokurō Shinofusa (篠房六郎?), Natsunokomo (ナツノクモ?), 2003–2007
- Yumi Tada (多田由美?), Lucky Charms & Apple Jacks, 2002
- Naoki Yamamoto (山本直樹?), Anjū no Chi (安住の地?), 2000–2002
- Sakumi Yoshino (吉野朔実?), 2003–2014